# Payasos Sin Fronteras
Payasos Sin Fronteras es una organización no gubernamental española de payasos, de ámbito internacional y sin ánimo de lucro, fundada en Barcelona en 1993. En 1998 fue declarada de utilidad pública, y en 2020 recibió la Creu de Sant Jordi.

## Historia
Tras la petición de unos niños de la Escuela Projecte Barcelona al payaso Tortell Poltrona para que actuara para niños refugiados de la Península de Istria, se creó Payasos Sin Fronteras en 1993. La primera actuación se hizo para los refugiados de la guerra de la antigua Yugoslavia y contó con los payasos Montserrat Trias, Pep Callau y Poltrona.
Su objetivo es actuar en zonas de conflicto o exclusión, con el fin de mejorar la situación psicológica de la población, así como sensibilizar a la sociedad sobre la situación de las poblaciones afectadas y promover actitudes solidarias.
En 2012, con el propósito de garantizar su presencia en otros países fuera de España, crearon la asociación internacional Clowns Without Borders International (CWBI), que cuenta con más de 15 países miembros.
Hasta 2018, habían realizado más de 7.000 actuaciones y más de 450 expediciones, en países en situación de conflicto armado, víctimas de desastres naturales o en campos de refugiados de Yugoslavia, Palestina, Colombia. República Democrática del Congo o Ucrania.
Payasos Sin Fronteras cuenta con payasos profesionales voluntarios que realizan espectáculos cómicos durante sus expediciones, como: Pepa Plana, Merche Ochoa, Joan Montanyès i Martínez, Pepe Viyuela, Los Galindos, Oscar Hornero, entre otros.   

## Reconocimientos
Entre otros, Payasos Sin Fronteras, recibió en 1994 el Premio Ciudad de Barcelona, y en 2013, el XIII Premio Joan Alsina de Derechos Humanos que concede la Fundación Casa Amèrica Cataluña por su labor social, especialmente en países de América Latina.
En 2020, obtuvo la distinción Creu de Sant Jordi, por su trabajo filantrópico con niños, que otorga anualmente desde 1981, la Generalidad de Cataluña a aquellas personas y entidades sociales que por sus méritos, hayan prestado servicios destacados a Cataluña.